# Jack Benny
Jack Benny, all'anagrafe Benjamin Kubelsky (Chicago, 14 febbraio 1894 – Beverly Hills, 26 dicembre 1974), è stato un attore, comico, showman e violinista statunitense.

## Biografia

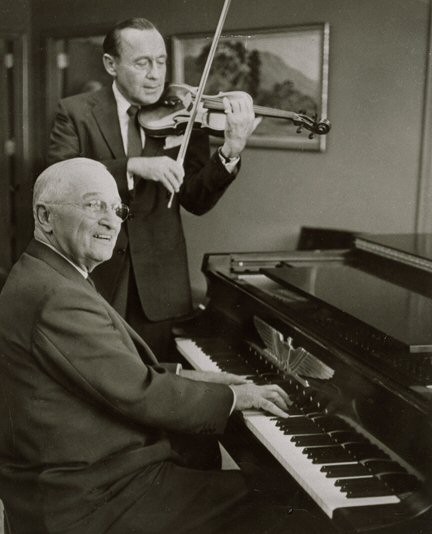
Jack Benny (col violino) insieme ad Harry S. Truman

Esordì come violinista e attore di vaudeville, successivamente apparve negli anni trenta in numerosi musical e commedie hollywoodiani, come Follie di Broadway 1936 (1935) di Roy Del Ruth, impreziosito dalle coreografie di Dave Gould (premiato con l'Oscar) e dai numeri musicali di Eleanor Powell, e la commedia degli equivoci La zia di Carlo (1941) di Archie Mayo. Sul grande schermo è stato inoltre comprimario in La tromba squilla a mezzanotte (1945) di Raoul Walsh.
Contemporaneamente lavorò anche alla radio, interpretando con successo il personaggio di uno spilorcio, mentre in televisione il suo più grande successo fu The Jack Benny Program, adattamento del programma radiofonico omonimo. Presentò la cerimonia di assegnazione dei premi Oscar nel 1946.
Ai primi di dicembre del 1974 accusò dei dolori allo stomaco, che si scoprì poi essere causati da un cancro al pancreas ormai inoperabile. Cadde in coma il 22 dicembre 1974. Mentre era in coma ricevette visita dai suoi amici Johnny Carson, Bob Hope, Frank Sinatra e George Burns, morendo il 26 dicembre.

## Influenza sulla cultura di massa
Nella versione originale del film Ritorno al futuro, ambientato nel 1955, il dottor Brown lo nomina ironicamente come possibile ministro del Tesoro, nell'ipotesi assurda di una presidenza dell'attore Ronald Reagan. Il tutto è legato all'avarizia del personaggio radiofonico reso famoso da Benny. La battuta del film si perde nella versione italiana in quanto nessuno poteva comprendere il riferimento: il ministero del Tesoro divenne quindi quello della Guerra e al posto di Benny venne citato John Wayne.
Indimenticabile e ormai nella memoria collettiva è la celebre battuta di Benny sugli scout: «Una compagnia di scout consiste in 12 piccoli bambini vestiti da cretini guidati da un grande cretino vestito da bambino».

## Filmografia parziale

### Cinema
- Lord Byron of Broadway, regia di Harry Beaumont e William Nigh (1930)
- Amore bendato (Children of Pleasure), regia di Harry Beaumont (1930)
- Arcobaleno (Chasing Rainbows), regia di Charles Reisner (1930)
- Follie di Broadway 1936 (Broadway Melody of 1936), regia di Roy Del Ruth (1935)
- Artisti e modelle (Artists and Models), regia di Raoul Walsh (1937)
- La zia di Carlo (Charley's Aunt), regia di Archie Mayo (1941)
- Vogliamo vivere! (To Be or Not to Be), regia di Ernst Lubitsch (1942)
- Mia moglie ha sempre ragione (George Washington Slept Here), regia di William Keighley (1942)
- Ho baciato una stella (Hollywood Canteen), regia di Delmer Daves (1944)
- La tromba squilla a mezzanotte (The Horn Blows at Midnight), regia di Raoul Walsh (1945)
- Tutti pazzi (It's in the Bag!), regia di Richard Wallace (1945)
- Qualcuno mi ama (Somebody Loves Me), regia di Irving Brecher (1952)
- La donna che inventò lo strip-tease (Gypsy), regia di Mervyn LeRoy (1962)
- Una guida per l'uomo sposato (A Guide for the Married Man), regia di Gene Kelly (1967)

### Televisione
- The Jack Benny Program – serie TV, 242 episodi (1950-1965)
- General Electric Theater – serie TV, episodi 2x12-3x09-4x21-5x24 (1953-1957)
- Climax! – serie TV, episodio 2x23 (1956)
- Scacco matto (Checkmate) – serie TV, episodio 2x12 (1961)

## Doppiatori italiani
- Emilio Cigoli in La zia di Carlo
- Augusto Marcacci in Vogliamo vivere!
- Pino Locchi in Ho baciato una stella